# Seli
Seli ali Seloni (latvijsko sēļi, litovsko  sėliai iz livonskeg sälli – gorjani) so bili baltsko pleme. Do 15. stoletja so živeli v Seloniji v sedanji jugovzhodni Latviji in severovzhodni Litvi. Kasneje so se zlili s sosednjimi plemeni in prispevali k etnogenezi sodobnih Latvijcev in Litvancev. Govorili so vzhodnobaltski selonski jezik.

## Zgodovina
O Selih je malo znanega. Arheoloških dokazov je malo. V primarnih virih  je regija pogosto opisana kot "redko poseljena dežela". V pisnih virih so omenjeni le malokrat.
Arheološki podatki sledijo Selom do začetka našega štetja, ko so živeli na obeh straneh Zahodne Dvine. Od 6. in 7. stoletja je njihova naselja mogoče zaslediti le na levem bregu reke.
Selonska kultura je bila pod zelo močnim latgalskim vplivom. V selonskih in latgalskih pogrebni običajih je malo razlik. Nekateri znanstveniki domnevajo, da so se v pozni železni dobi Seli  že delno zlili z Latgalci.
Henrikova livonska kronika omenja Sele v začetku 13. stoletja, ko so bili pokorjeni in pokristjanjeni. Avtor kronike opisuje Sele kot litovske zaveznike. Njihove dežele so bile podložne kneževinama Jersika in Koknese, ki sta bili vazala kneževine Polock. Južnim deželam so vladali litovski gospodje.
Leta 1207 so nemški Livonski bratje meča skupaj s svojimi livonskimi in latgalskimi zavezniki oblegali glavno selonsko središče na gradišču Sēlpils. Razlog za napad so bile nemške trditve, da je bilo gradišče Sēlpils glavna litovska baza za njihove napade v Livoniji. Po dolgem obleganju so Seli privolili v krst in nemško oblast, namesto gradišča pa so zgradili kamniti grad Sēlpils (nemško Selburg). Seli so v pisnih virih zadnjič omenjeni v 15. stoletju.